# Erioscelis emarginata
Erioscelis emarginata är en skalbaggsart som beskrevs av Mannerheim 1829. Erioscelis emarginata ingår i släktet Erioscelis och familjen Dynastidae. Inga underarter finns listade i Catalogue of Life.